# 玻利维亚历史
玻利维亚是南美洲一个内陆国家。玻利维亚于1825年8月6日独立。

## 前殖民时代
玻利維亞的原住民文化是在高海拔的阿爾蒂普拉諾高原發展起來，當地氧氣含量低，土壤貧瘠和氣候模式極端。較宜居的低地稀疏居住著採集狩獵者社會，而多數前殖民时代的人口都集中於阿爾蒂普拉諾高原的科恰班巴和丘基薩卡谷地。
大約在公元前8000年至5000年之間，喀喀湖附近的番薯被培養，大約在3000-4000年前，藜麥被培養，公元前2000年開始生產銅。大羊駝、羊駝和小羊駝被馴化，用於運輸、食物和衣物。
艾马拉人居住在玻利维亚西部，秘鲁南部和智利北部。他们这样已经连续至今约有2000多年。現代艾马拉人自視與先進的蒂亞瓦納科文化有關。該文化在600年之後成為重要的地域大國。根據早期估計，在它全盛時期，該城佔地約6.5平方公里，有15000 - 30000居民。但是，近年利用衛星成像技術繪製了蒂亞瓦納科三個主要山谷中“臺田”（suka qullu）的範圍，得出的人口承載能力估計在285,000到1,482,000之間。
有歷史學家指出，蒂亞瓦納科在600年到700年間經歷了巨變，為公民建築建立了里程碑式的新標準，使居民數目大大提升。蒂亞瓦納科通過其帝國所有城市之間的貿易而獲得了權力。950年以後，氣候出現了急劇變化，而的的喀喀湖谷地的降雨量明顯減少了。到了1000年左右，由於食物生產減少而無法維持龐大人口，蒂亞瓦納科文化消亡了。接著許多年當地都無人居住。蒂亞瓦納科文化消亡後，相傳莫羅文化是蒂亞瓦納科文化的延續，但影響力明顯不如後者。
1438年至1527年，印加帝國進行了大規模的版圖擴張，在第九任皇帝帕查庫特克在位期間獲得了許多今玻利維亞西部地區。他的繼承人圖帕克·印卡·尤潘基也擴張了印加帝國的版圖。15世紀期間印加帝國征服了的的喀喀湖地區而玻利維亞西部成為了印加版圖一部分，屬於科利亞蘇尤。

## 西班牙殖民时期
由弗朗西斯科·皮萨罗，迪亞哥·德·阿馬格羅和费南多·德卢克率领的西班牙人发现并征服了印加帝国。1524年，他们第一次从巴拿马沿太平洋海岸向南航行，证实了被称为“别如”（后改为秘鲁）的存在，它是传说中具有黄金的土地。
由于印加帝国的快速扩张，此时它的内部非常虚荣，这让西班牙对其征服变得非常容易。1532年11月16日，发生了血腥的卡哈马尔之战。一年后，印加帝国首都库斯科被攻陷。
在西班牙殖民统治时期，这片区域被称为“上秘鲁”或“查尔卡斯”。受到在利马的總督區管辖。

## 争取独立
在拿破仑战争期间，西班牙王室的权威减弱，反对殖民统治的情绪增长。玻利维亚的独立斗争史可以追溯到1809年，但到1825年才建立共和国。玻利維亞被來自委內瑞拉加拉加斯的民族英雄玻利瓦爾解放而獨立，便以玻利瓦爾之名定國名為“玻利維亞”以資紀念。
玻利维亚從西班牙獨立后，白人和梅斯蒂索人实行考迪罗政治和寡头政治，将印第安人排除在外。通过法律取缔印第安公社，剥夺印第安人的土地所有权。1900年，玻利维亚拥有1600万人口，但是只有三、四万人享有选举权。

## 19世纪

秘鲁-玻利维亚邦联时期的玻利维亚

在安德烈斯·德·桑塔·克鲁斯元帅的总统任期期间，玻利维亚经历了一段成功时期。社会和经济得到较大发展。桑塔·克鲁斯参与了玻利维亚内部事务以及成功的将秘鲁和玻利维亚并为秘魯-玻利維亞邦聯。由于桑塔·克鲁斯宣称其国家为印加帝国的继任者之后，这一举动被邻国感觉影响了地区力量平衡，并且是对在前印加帝国领土上国家的威胁。
獨立後的玻利維亞經常和周邊國家發生戰爭，因而失去了很多土地，有現今智利北部的安第斯山脈和沿海地區，巴西南部，和巴拉圭北部。特別是在1879年到1883年的硝石戰爭，玻利維亞喪失其唯一濱海省份，包括重要港口安托法加斯塔，玻國自此成為內陸國家。

## 20世纪

在19世纪中期至20世纪初，玻利维亚失去的领土。

构成大半人口的土著居住生活仍然恶劣。他们失去了受到教育，经济和政治参与的机会。在查科战争（1932-1936）中，玻利维亚被巴拉圭击败。大查科的大部分地区被割让与巴拉圭。
玻利维亚国民革命运动是20世纪拉丁美洲中最显著的社会政治事件之一。在1941年，国民革命运动（Revolutionary Nationalist Movement）在从查科战争的灰土中出现。国民革命运动作为中产阶层的政治联盟，避开马克思主义，使用了更适合于玻利维亚的社会现实的一个模糊的民族主义思想。加入了瓜尔韦托比利亚罗埃尔（1943年至1946年）的军队和文官混合的政府。1946年，国民革命运动被采矿寡头和人民党左翼革命运动（PIR）废黜，其成员逃亡。经过六年的组织，国民革命运动在1949年10月发起一场简短而血腥的内战，但是被击败，并再次流亡。国民革命运动在1951年选举中取得胜利，但是被反对派称为欺诈，获选的总统职位被剥夺。1952年4月9日，国民革命运动领导了一次成功的起义，并称为玻利维亚国民革命。1953年8月2日，埃斯登索罗颁布法律，废除大庄园制，实行土地改革。

## 1982年至今
1984年玻利维亚结束军事独裁实行民主选举的文职政府。
2003年的天然气管道风波（通过智利港口，向北美输气）引起全国抗议活动、全国总罢工，总统桑切斯、接任的代理总统梅萨被迫先后下台逃亡海外。
2005年12月18日举行总统选举。艾馬拉印地安人，玻利维亚争取社会主义运动领导人埃沃·莫拉莱斯以53.75%的选票赢得选举，并于2006年1月22日就职，成為該國首位美洲原住民總統，亦成為玻利維亞第一位左翼總統。开始了以渐进式的社群社会主义（即印第安社会主义）为基本价值理念的玻利维亚国家构建。
2009年1月25日玻利维亚共和国历史上的第16部宪法，也是首部全民公投的宪法以61.8％的赞成票获得通过。
2009年3月26日，莫拉莱斯签署最高法令宣布将原国名“玻利维亚共和国”（República de Bolivia）改为“多民族玻利维亚国”（El Estado Plurinacional de Bolivia），以64.2%支持率成功連任。